# Rubroscirus africanus
Rubroscirus africanus är en spindeldjursart som beskrevs av Den Heyer 1979. Rubroscirus africanus ingår i släktet Rubroscirus och familjen Cunaxidae. Inga underarter finns listade i Catalogue of Life.